# Wedding (stacja metra)
Wedding – stacja metra w Berlinie na linii U6, w dzielnicy Wedding, w okręgu administracyjnym Mitte. Stacja została otwarta w 1923.